# دوري آيسلندا الممتاز 1913
دوري آيسلندا الممتاز 1913 (بالآيسلندية: Efsta deild karla í knattspyrnu 1913)‏ هو الموسم 2 من  دوري آيسلندا الممتاز. الذي يشرف على تنظيمه اتحاد آيسلندا لكرة القدم، وكان عدد الأندية المشاركة فيه  1، وفاز فيه نادي فرام.